# Chris von Saltza
Susan Christina « Chris » von Saltza, née le 3 janvier 1944 à San Francisco, est une nageuse américaine spécialiste des épreuves en nage libre.

## Biographie
Elle est membre du International Swimming Hall of Fame.

## Palmarès

### Jeux olympiques
- Jeux olympiques de 1960 à Rome (Italie) :
  -  Médaille d'or sur 400 m nage libre.
  -  Médaille d'or sur le relais 4 × 100 m nage libre.
  -  Médaille d'or sur le relais 4 × 100 m 4 nages.
  -  Médaille d'argent sur 100 m nage libre.

### Jeux panaméricains
- Jeux panaméricains de 1959 à Chicago (États-Unis) :
  -  Médaille d'or sur 100 m nage libre.
  -  Médaille d'or sur 200 m nage libre.
  -  Médaille d'or sur 400 m nage libre.
  -  Médaille d'or sur le relais 4 × 100 m nage libre.
  -  Médaille d'or sur le relais 4 × 100 m 4 nages.